# Salticus proruptus
Salticus proruptus är en spindelart som beskrevs av John Blackwall 1862. Salticus proruptus ingår i släktet Salticus och familjen hoppspindlar. Inga underarter finns listade i Catalogue of Life.